# 青葉台自治会館
青葉台自治会館（あおばだいじちかいかん）は、千葉県市原市の青葉台町会協議会が運営する小規模多目的施設である。

## 概要
青葉台地区の人口増加によって、住民間の交流及び地域文化の向上への要望が高まったことや、当地に存在していた旧青葉台公民館の老朽化により新築されたものである。主に地域町会により使用されている。2000年（平成12年）には、第一回市原市都市景観大賞を受賞している。近年では、地域振興プロジェクト「青葉台39プロジェクト」の拠点として使用されているほか、青葉台地区の空き家バンク説明会を当館で頻繁に催している。

## 施設
1階
- 集会室（50名まで）
- 調理室（7名まで）
- 多目的トイレ

2階
- 第一会議室（12名まで）
- 第二会議室（24名まで）

## 利用案内
施設利用料金
- 集会室：250 - 1,350円／時
- 第一会議室：100 - 900円／時
- 第二会議室：150 - 1,100円／時
- 調理室：50 - 200円／時

施設利用時間
- 午前10時から午後9時
- 午後8時から翌午前9時（青空駐車防止のための駐車許可証申請者駐車可能期間）

## 近隣施設
- 青葉台幼稚園
- 堰頭公園
- 市原市立青葉台小学校
- 帝京大学ちば総合医療センター